# Autophila berioi
Autophila berioi är en fjärilsart som beskrevs av Bytinsky-salz 1937. Autophila berioi ingår i släktet Autophila och familjen nattflyn. Inga underarter finns listade i Catalogue of Life.